# Куничі-Рибницькі
45°31′ пн. ш. 15°20′ сх. д. / 45.51° пн. ш. 15.34° сх. д.
Куничі-Рибницькі (хорв. Kunići Ribnički) — населений пункт у Хорватії, у Карловацькій жупанії у складі громади Нетретич.

## Населення
Населення за даними перепису 2011 року становило 22 осіб.
Динаміка чисельності населення поселення: